# Церква Покрови Пресвятої Богородиці (Тернопіль, Сонячний)
Церква Покрови Пресвятої Богородиці — парафія і дерев'яний храм Тернопільсько-Зборівської архієпархії УГКЦ в Тернополі (деканат м. Тернополя — Східний).
Розташована на вулиці Лепкого, 12 у мікрорайоні «Сонячний». Храм — третя дерев'яна святиня обласного центру.

## Історія
24 травня 2015 року Василь Семенюк, архієпископ і митрополит Тернопільсько-Зборівський, на території Галицького коледжу імені В'ячеслава Чорновола за участі понад 1000 студентів освятив студентську церкву на честь Покрова Пресвятої Богородиці, яка покликана стати духовною святинею для студентів і жителів мікрорайону. Особливим гостем був папський легат для греко-католиків у Казахстані та Середній Азії отець Василь Говера.
Василій Семенюк у своєму зверненні до громади зазначив, що «Храм — місце зустрічі людини зі своїм Творцем. Тут відбувається Богоявлення». Особливі слова були звернені до студентської молоді, котра перебуватиме під особливою Божою опікою та покровом Пресвятої Богородиці. Храм найменовано на честь свята Покрови Пресвятої Богородиці, саме тому весь навчальний заклад буде під її заступництвом. «У храмі хлопці і дівчата зможуть знаходить душевний спокій і розраду… Тут перебуває Христос, який потішить нас, Він розрадить і дасть нам добру думку, Він поведе нас доброю дорогою». Також нагородив грамотами міського голову Тернополя Сергія Надала, директорку коледжу Марію Баб'юк, отця Петра Порохонька та Олега Харишина, фундаторів Мирослава Павловського, Валерію Шевчука, Івана Ільчишина за сприяння та меценатство. Мирослав Павловський отримав грамоту від Блаженнішого Святослава, Глави УГКЦ, за найбільшу жертовність.